# Heteronemia samouellei
Heteronemia samouellei är en insektsart som först beskrevs av Gray, G.R. 1835.  Heteronemia samouellei ingår i släktet Heteronemia och familjen Heteronemiidae. Inga underarter finns listade i Catalogue of Life.